# Vigo (stacja kolejowa)
Vigo – stacja kolejowa w Vigo, w regionie Galicja (Hiszpania), w Hiszpanii. Znajdują się tu 4 perony.